# 哈拉卜贾化学武器袭击
哈拉卜贾大屠杀（：‎），也称为哈拉卜贾化武袭击，是1988年3月16日于伊拉克库尔德斯坦的城镇哈拉卜贾发生的针对库尔德人的大屠杀，此次袭击是安法尔屠杀的一部分。
两伊战争末期，伊拉克军队为反击伊朗的胜利7号行动，在伊朗军队占领该地48小时后发动了此次袭击。联合国的一项医学调查得出结论，袭击中使用了芥子气以及不明的神经毒剂。
此次袭击是历史上针对平民居住区最大规模的化学武器袭击，直接造成了3200至5000人死亡，另有7000至10000人受伤，其中大多数是平民。对受影响地区调查的初步结果显示，袭击之后几年，当地癌症和先天性障碍的发病率有所增加。
伊拉克最高刑事法庭正式将哈拉卜贾袭击定义为萨达姆·侯赛因领导下的伊拉克库尔德人种族灭绝大屠杀。这次袭击也被加拿大國會谴责为危害人类罪。领导安法尔屠杀的伊拉克高级官员阿里·哈桑·马吉德被判犯有下令发动袭击的罪名，后于2010年被处决。

## 背景
自两伊战争初期开始，伊拉克北部地区的局势普遍动荡，库尔德斯坦民主党和库尔德斯坦爱国联盟民兵分别于1982年和1983年在伊朗的支持下联手。从1985年开始，萨达姆领导的伊拉克复兴党政府决定在北部铲除一部分库尔德叛乱分子，并采取一切可能的手段打击佩什梅格叛乱分子，包括大规模惩罚平民和使用化学武器。哈拉卜贾事件也是伊拉克在伊朗胜利7号行动最后阶段反击库尔德和伊朗军队的一部分。

## 化武袭击
1988年3月16日，在一系列火箭弹和凝固汽油弹的无差别常规攻击之后，长达五小时的化武袭击开始。伊拉克的米格和幻影战斗机开始向远离哈拉卜贾郊区被围困的伊拉克军队基地的住宅区投掷化学武器。据当地库尔德叛军指挥官的说法，伊拉克战斗机在直升机的掩护下，以7至8架飞机每组，进行了多达14次轰炸。目击者称白色、黑色和黄色的烟雾向上翻腾，并在大约50米的空中形成了云层。
那是一个美丽的春日。当时钟接近早上11:00时，我有一种奇怪的感觉；我的心脏抽搐着，仿佛在告诉我，我们正处于一场大灾难的边缘。几分钟后，炮弹开始在哈拉卜贾爆炸，飞机开始投掷炸弹。轰炸集中在北部社区，所以我们跑着躲进地下室。下午2点，随着轰炸的强度逐渐减弱，我小心翼翼地从地下室溜到厨房，给家人端来食物。轰炸停止后，我们开始听到金属碎片掉在地上的声音，但是我无法解释。
我看到了我一生都不会忘记的事情。一开始是一声像是炸弹爆炸的奇怪响声，然后一个男人跑进我们家，大喊：‘毒气！毒气！’我们赶紧上车，关上车窗。我想那车在无辜者的尸体上碾过。只见有人倒在地上，吐出绿色的液体，还有人歇斯底里地大笑起来，然后一动不动地倒在地上。后来，我闻到一股让我想起苹果的香味，我失去了知觉。当我醒来时，周围散落着数百具尸体。在那之后，我再次到附近的地下室避难，那地方被难闻的气味所吞没，类似于腐烂的垃圾，但随后变成了类似于苹果的甜味。然后我闻到了像鸡蛋一样的东西。

当你听到人们大喊“毒气”或“化学品”这些词时，并且你听到这些叫喊声在人群中蔓延——那就是恐怖开始占据上风的时候，尤其是在儿童和妇女中。你的亲人，你的朋友，你看到他们走着，然后像落叶一样倒在地上。这是一种无法描述的情况——鸟儿开始从巢里掉下来；接着是其他动物，然后是人类。完全是覆灭。能走出镇子的步行离开，有车的就坐车离开，但是有太多的孩子要扛在肩上的人，他们就只能留在镇上，屈服于毒气。
幸存者说，毒气起初闻起来有甜苹果的味道，并说人们以多种方式死亡，这表明有混合化学毒物。一些受害者“直直倒地”，而另一些“大笑而死”，还有一些人在几分钟内就“灼热起泡”或咳出绿色呕吐物而死。许多人在袭击后的恐慌中受伤或死亡，尤其是那些被化学物质致盲的人。

伊朗医生报告称，哈拉卜贾化武袭击的受害者表现出氰化物中毒的特征性症状。而其他报告则表明袭击使用了大量芥子气和其他化学武器。大多数被送往德黑兰的医院的伤员都暴露在芥子气中。联合国的一项医学调查得出结论，袭击中使用了芥子气以及成分不明的神经毒剂；联合国的调查人员“无法获得任何关于（被报告的）使用氰化氢毒气作为腐蚀性化学物质的确切信息。”据BBC报道，调查普遍认为袭击使用了“芥子气和神经毒剂塔崩、沙林和VX的致命混合物。”在哈拉卜贾事件之前，至少已有21起有记录的针对伊拉克库尔德人的小规模化学袭击事件，但没有一次引起国际社会的任何严肃反应。

## 后续

### 发现和反应
袭击后的第一张照片是由伊朗记者拍摄的，他们后来在伊朗报纸上刊登了这些照片。由伊朗人空运的英国獨立電視新聞摄制组拍摄的画面也通过新闻节目在世界范围内播放。其中一些最初的照片是由伊朗摄影师卡维·勾勒斯坦拍摄的，他向英国金融时报的盖伊·丁莫尔描述了这一场景。当伊拉克的米格-23战斗机飞至时，他乘坐军用直升机在哈拉卜贾外约8公里处。他说：“它没有核蘑菇雲那么大，而是数个较小的蘑菇状烟云。”勾勒斯坦被他到达小镇时的场景震惊了，尽管他以前在前线看到过毒气袭击：
生命被冻结了。生命停止了，就像看一部电影，突然停在一个画面上。这对我来说是一种新型的死亡。 （……）之后更糟。受害者仍在被带进来。一些村民来到我们的直升机旁。他们有15或16个漂亮的孩子，求我们带他们去医院。所以我们每个摄制组人员都坐下，都被给了一个孩子来背上。当我们起飞时，液体从我背着的小女孩的嘴里流出，她死在我的怀里。 
伊拉克政府直至3月23日才公开评论在哈拉卜贾使用化学武器的情况，其官员对此事的早期声明前后不一致。尽管伊拉克最终否认对这次袭击负责并将之归咎于伊朗，但其最初的沉默，以及哈拉卜贾从来不是伊拉克战时针对伊朗的宣传活动的主要部分这一事实，引发了人们的普遍质疑。
当时国际社会反应平淡。美国政府及其情报机构表示库尔德平民并非蓄意攻击目标，并试图将袭击责任归咎于伊朗。美國國防情報局和中央情报局分析员斯蒂芬·C·佩莱蒂尔当时声称伊朗应对毒气负责，佩莱蒂尔在2003年纽约时报的一篇专栏文章中重申了这一指控。然而，这些指控随后被推翻。
英国外交和联邦事务部就英国政府应如何应对大屠杀以及是否应实施经济制裁的简报得出以下结论：“我们想影响他们的行动。但单边制裁等惩罚性措施无法有效改变伊拉克在化学武器问题上的行为，不仅无济于事而且损害英国的利益。”据托尼·本恩的说法，这个议题曾在议会中提出，但他被告知“萨达姆是盟友。”
为应对1988年8月与伊朗停火后伊拉克对库尔德平民的进一步化学袭击，美国参议员克莱伯恩·佩尔和杰西·赫尔姆斯呼吁对伊拉克实施全面經濟制裁，包括石油禁运和严格限制军民两用技术的出口。尽管随后的立法在美国参议院获得通过，但在众议院内遭到强烈反对，并未成功立法。美国国务卿乔治·普拉特·舒尔茨罕见地谴责伊拉克“不合理和可恶的”袭击，舒尔茨的助手查尔斯·E·雷德曼将其描述为“文明世界不能接受”。然而，即使在这些声明之后，国务院仍建议不要实施制裁。
伊拉克政府1988年3月16日至几周后的文件提到“（在哈拉卜贾）军事力量和暴力的升级”、“我们的飞机和大炮轰炸了哈拉卜贾和库尔马尔地区，（杀死）大约2,000名波斯人和伊朗特务（库尔德斯坦爱国联盟）的敌军”、“最近用特殊弹药袭击了哈拉卜贾”，并且在一份文件中明确提到了“伊拉克对哈拉卜贾的化学袭击。”一名伊拉克飞行员在2003年解释说，发动袭击的部分原因是伊拉克认为库尔德人与入侵的伊朗士兵合作构成“叛国罪”。

### 哈拉卜贾的破坏和部分恢复

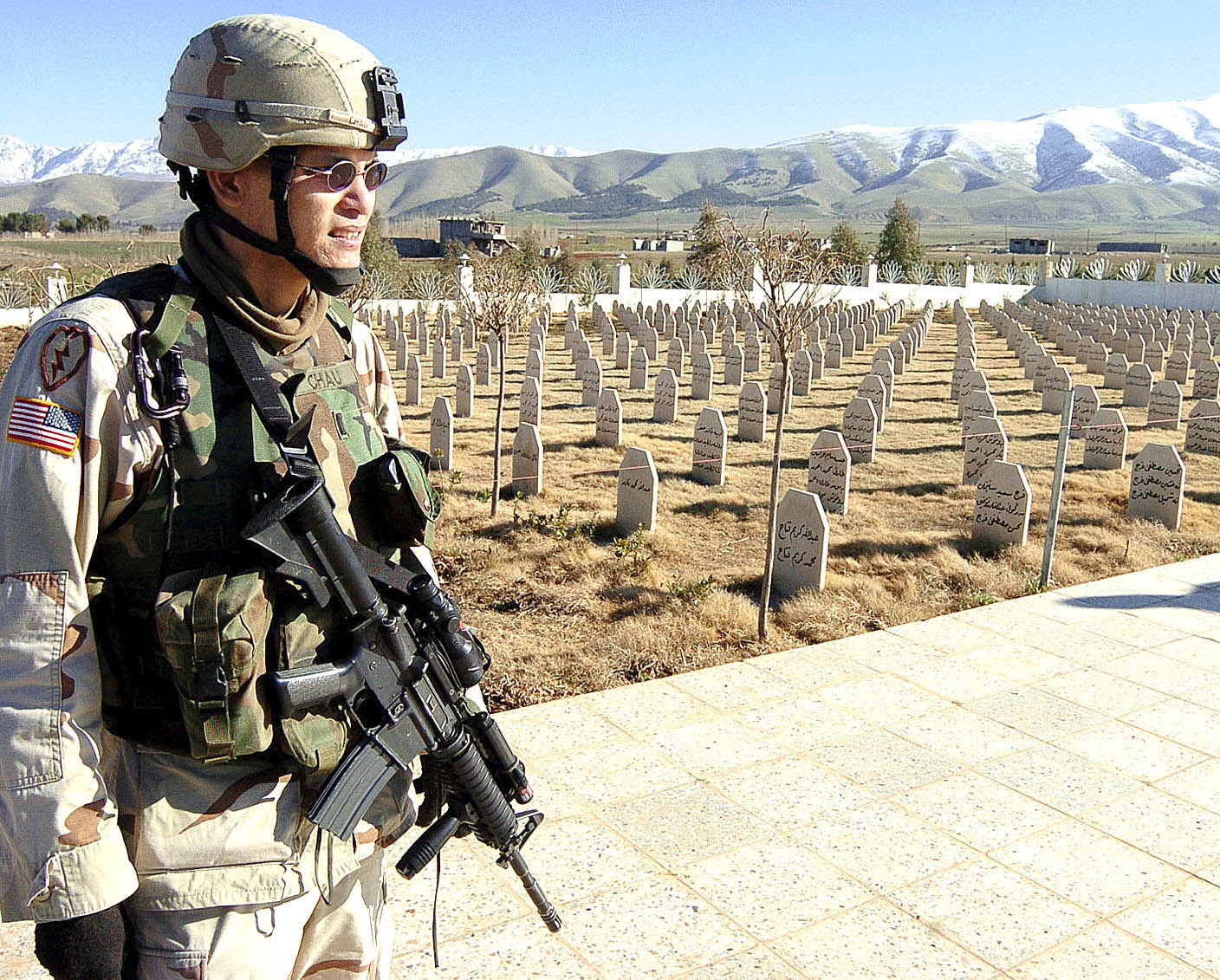
2005年2月，美国陆军第25步兵师的一名中尉在当地墓地为大约1500名遇难者巡逻

在佩什梅格和伊朗的帮助下，幸存者匆忙将大部分死者埋葬在临时乱葬坑中。在哈拉卜贾被从伊朗和库尔德叛军手中夺回后，身着NBC防护服的伊拉克军队来到哈拉卜贾，研究他们的武器和攻击的有效性。城镇仍然散落着未埋葬的死者，后被伊拉克军队使用推土机和炸药系统地处置，日本政府则资助了哈拉卜贾一个7000万美元的提供安全饮用水的项目。与此同时，伊拉克的一位高级官员在与联合国秘书长哈维尔·佩雷斯·德奎利亚尔的会晤中正式承认伊拉克使用化学武器。

### 医学和遗传后果
十年后，即1998年，至少有700人仍在接受袭击的严重后遗症治疗，其中500人被判定为病危，即使“最严重的病例可能已经死亡”。当地医生的调查发现，与恰姆恰馬勒相比，哈拉卜贾的内科疾病当中流产超过活产，并且较正常情况高14倍；肠癌较正常情况高出10倍；心脏病在1990年至1996年间翻了两番。此外，“在哈拉卜贾和其他遭受化学袭击的地区，其他癌症、呼吸系统疾病、皮肤和眼部问题、生育和生殖障碍的发病率要高得多。”一些在袭击中幸存下来或当时明显受轻伤的人后来出现了医生认为源于化学物质的医疗问题，初步调查显示，有人担心袭击可能对库尔德人口产生持久的遗传影响，及先天性障碍患病率增加。
一些报告指出：这次特殊袭击的幸存者受到了永久性伤害，包括烧伤，有些人表现出神经损伤的症状，尽管这还不能得到充分证实。

### 萨达姆和“化学阿里”的审判
伊拉克特别法庭没有据哈拉卜贾事件指控萨达姆犯有危害人类罪。然而，伊拉克检察官有“五百起记录在案的萨达姆政权期间的罪行”，萨达姆仅据1982年杜贾尔大屠杀这一案件即已被判处死刑。在萨达姆·侯赛因审判期间被披露的几份文件中，其一是1987年伊拉克军事情报部门的备忘录，要求总统办公室允许使用芥子气和神经毒剂沙林、塔崩对付库尔德人。第二份文件回复称，萨达姆已下令军事情报部门研究使用此类武器对伊朗和库尔德军队进行“突然袭击”的可能性。一份由军事情报部门撰写的内部备忘录证实，其已得到总统办公室的批准，可以使用“特殊弹药”进行打击，并强调，在事先通知总统之前，不会发动任何打击。萨达姆本人则告诉法庭：“就伊朗，如果任何军事或文职官员声称萨达姆下令对其使用常规或特殊弹药——正如解释的那样是化学弹药，我将光荣地承担其责任。但我就针对我们的人民和任何伊拉克公民——无论是阿拉伯人还是库尔德人——的任何行为的指控表示异议。我不接受任何对我的原则或对我个人的侮辱。”库尔德幸存者则毫不怀疑萨达姆本人对袭击负有责任，并对他仅因杜贾尔屠杀而受审感到失望 。
萨达姆于2006年12月30日被处以绞刑。

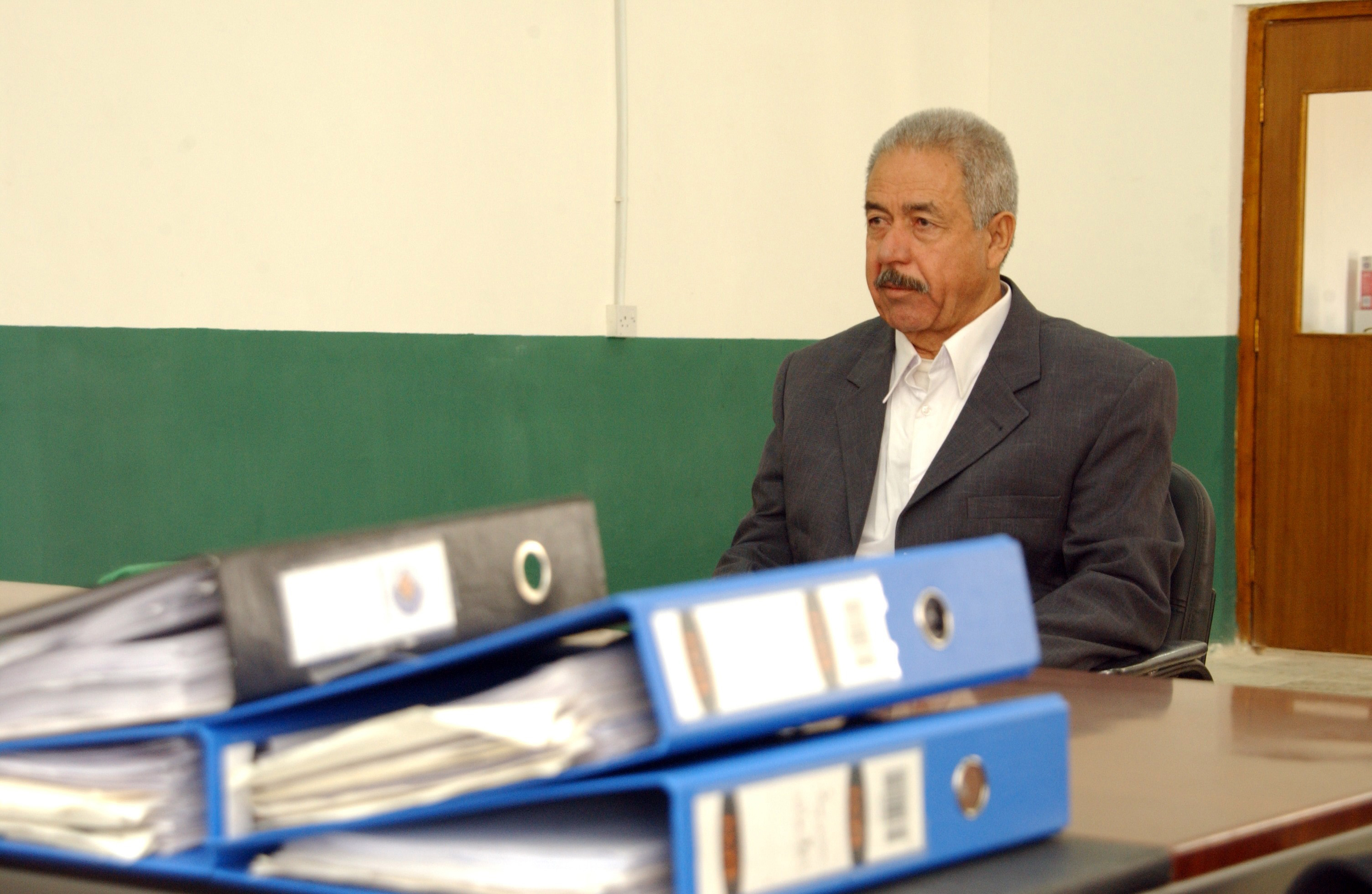
阿里·哈桑·马吉德即“化学阿里”，在2004年的一次调查听证会上

在袭击期间指挥伊拉克北部的伊拉克军队，并因此获得了“化学阿里”绰号的萨达姆堂兄阿里·哈桑·马吉德在被判犯有策划罪后，于2010年1月因哈拉卜贾大屠杀被伊拉克法院判处绞刑。马吉德于2007年首次被判处绞刑，原因是他在1988年对代号为安法尔的库尔德人发动的军事行动中发挥了作用，并且在2008年他还两次因对伊拉克什叶派穆斯林的罪行被判处死刑，特别是他镇压了1991年伊拉克南部起义，并参与了1999年在巴格达萨德尔城区（当时称为萨达姆城）的屠杀。 
马吉德在审判中没有表示悔意，称他的行为符合伊拉克国家安全的利益。他于2010年1月25日被执行绞刑。在其他许多证明伊拉克对这次袭击负责的伊拉克政府文件中，有一段马吉德吹嘘其对库尔德人袭击的录音：“我会用化学武器杀死他们。有谁会说什么？国际社会？去他妈的国际社会和他们的听众！” 

## 技术和前体化学品的国际来源
发展化学武器的专有技术和材料是萨达姆政权从国外获得的。大多数化学武器生产的前体来自新加坡（4515吨）、荷兰（4261吨）、埃及（2400 吨）、印度（2343吨）和西德（1027吨）。一家印度公司Exomet Plastics向伊拉克运送了2292吨前体化学品。注册于阿拉伯联合酋长国的新加坡公司Kim Al-Khaleej向伊拉克提供了4500余吨的VX 、沙林和芥子气的前体和生产设备。西德公司Karl Kolb GmbH的常务董事Dieter Backfisch在1989年被引述说：“对于德国人而言，毒气是一种非常可怕的东西，但这并不会使国外客户担心。”
2002年国际危机组织的《武装萨达姆：与南斯拉夫的联系》总结，由于持续的伊朗冲突，尽管受到制裁，但世界多国政府的“默许”导致伊拉克政权装备了大规模杀伤性武器。根据伊拉克“全面、最终和完整”所披露的部分泄露的消息来源，美国公司Alcolac International和Phillips向伊拉克提供的两用出口产品中包括硫二甘醇，这种物质也可用于为其武器计划制造芥子气。美国公司对伊拉克的两用出口是由罗纳德·里根政府的一项政策促成的，该政策将伊拉克从国务院的恐怖主义支持国家名单中删除。Alcolac在阿齐兹诉伊拉克案中被指定为被告，该案目前仍在美国地区法院审理（案件编号1:09-cv-00869-MJG）。此后，两家公司都进行了重组。Phillips曾经是菲利普斯石油公司的子公司，现在是美国石油和折扣化石燃料公司康菲石油公司的一部分。Alcolac International之后解散并重组为Alcolac Inc。
2005年12月23日，荷兰法院判处在国际市场上购买化学品并将其出售给萨达姆政权的商人弗兰斯·范·安拉特15年监禁。法院裁定对哈拉卜贾的化学袭击构成种族灭绝，而安拉特仅被判犯有同谋战争罪。2008年3月，伊拉克政府宣布计划对袭击中使用的化学品的供应商采取法律行动。
2013年，作为袭击受害者的20名伊拉克库尔德人要求对两家未具名的法国公司进行司法调查，称其是帮助萨达姆建造化学武器库的二十多家公司之一。库尔德人寻求一名调查法官来立案。

## 争议

### 伊朗参与的指控

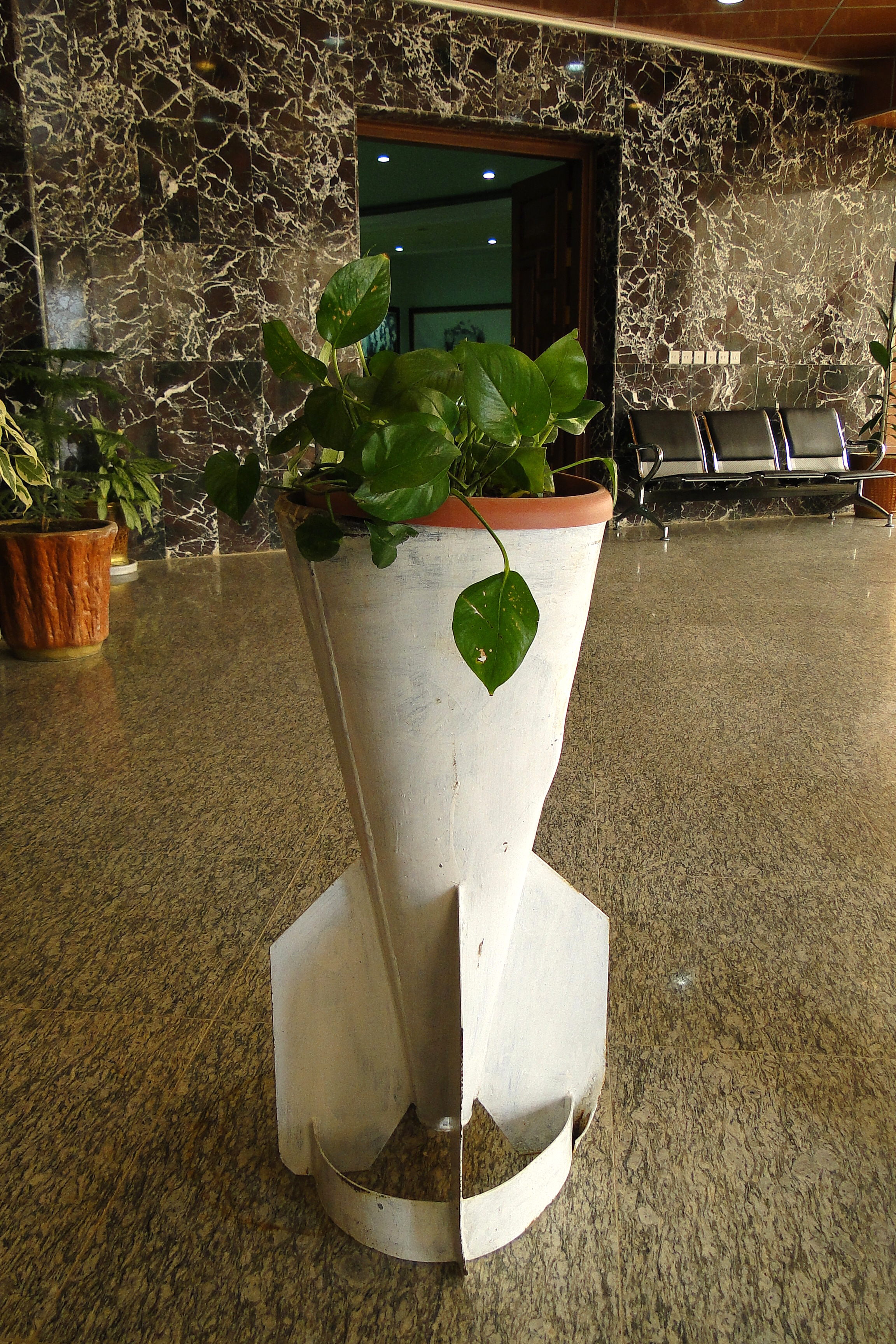
2011年，在哈拉卜贾纪念馆用作花盆的炸弹外壳

事件发生后，美国国务院立即采取官方立场，认为伊朗应负部分责任。当时美國國防情報局的一项初步研究报告称，伊朗应对这次袭击负责，中央情报局随后在1990年代初的大部分时间里持此评估。中央情报局负责两伊战争的高级政治分析员斯蒂文·C·佩尔蒂埃与他人合著了一份对战争的非机密分析，其中简要总结了国防情报局研究的要点。佩尔蒂埃声称，受害者嘴部周围和四肢的蓝色变色表明，在哈拉卜贾的袭击使用了一种含氰化物的血液制剂，且只有伊朗在战争期间使用过血液制剂。
没有证据表明伊朗之前曾使用过国防情报局声称的氰化氢毒气。
1992年至1994年间担任人权观察首席研究员的约斯特·希尔特曼对大屠杀进行了为期两年的研究，其中包括在伊拉克北部进行的实地调查。希尔特曼写道：“对数千份缴获的伊拉克秘密警察文件和解密的美国政府文件的分析，以及对数十名库尔德幸存者、叛逃的伊拉克高级官员和退休的美国情报官员的采访，表明了（1）伊拉克对哈拉卜贾进行了袭击，并且（2）美国充分意识到是伊拉克进行了袭击的前提下，指责伊朗对此次袭击负有部分责任。”这项研究得出的结论是，伊拉克武装部队无疑对库尔德人实施了多次其他毒气袭击。2001年，斯德哥尔摩国际和平研究所化学和生物战项目的让·帕斯卡尔·赞德斯也驳斥了这些指控，称“受害者身体的颜色更支持沙林毒气袭击的理论，而沙林毒气在伊拉克的武器库中。”里奥·凯西于2003年在《异议》杂志上撰文称，佩尔蒂埃的分析完全基于受害者身体蓝色变色的图像和证词，而忽略了所有其他证据——包括数百名库尔德证人的回忆；基于体检、土壤样本和尸检的学术研究；且截获的伊拉克政府文件亦证明伊拉克有罪。
希尔特曼指出，虽然發紺在词源上与氰化物有关，但前者仅表明血液供应缺氧，并不足以诊断为氰化物中毒；事实上，“它亦可以很容易地支持使用神经毒剂的理论。”此外，“即使已证实在哈拉卜贾袭击中存在氰化物气体，也不一定会牵连伊朗。”在哈拉卜贾之前，伊朗军队广泛使用亚硝酸异戊酯来对抗他们一再声称的伊拉克氰化物气体，如果伊朗的这些说法被接受，那么“按照这种逻辑，伊拉克也可能与任何因氰化物导致的哈拉卜贾死亡事件有关”，然而氰化物迅速蒸发，而当时作为伊拉克主要化学武器的塔崩以氰化物为基本成分之一，这些因素使得联合国无法确认伊拉克是否在两伊战争期间使用了任何氰化物气体：“由于它与塔崩的联系，如果在给定环境中发现氰化氢，它可能是制造不良的塔崩造成的残留影响，或塔崩分解时产生的。”
据希尔特曼的说法，关于两伊战争的文献反映了一些关于伊朗使用化学武器的指控，但这些指控“因时间和地点不具体，以及未能提供任何证据而大打折扣。 "希尔特曼称这些指控“仅仅是断言”，并补充说“没有任何有说服力的证据证明伊朗是罪魁祸首的说法”。许多消息来源称，当时伊朗的化学武器能力极其有限甚至不存在，尽管伊朗有可能从伊拉克军队手中夺取了化学弹药；例如军事分析家艾哈迈德·哈希姆回忆说：“伊朗人只有催泪瓦斯。没有氰化物。”
事实上，伊朗远非具有有意义的化学战能力，仅在保护自己的士兵免受化学袭击方面的有效性都值得怀疑，因为其从东德和朝鲜收到的迟来的低质量防护设备甚至都是用来应对油漆烟雾的；许多伊朗人不愿意剃胡须，这也限制了口罩的功效。1987年据交战双方的要求而进行的一次联合国调查发现了武器碎片，这些碎片确定了伊拉克对伊朗士兵和平民进行化学袭击的责任，但无法证实伊朗使用化学武器的指控：“伊拉克军队受到了芥子气和一种可能是光气的物质的影响，对呼吸系统造成了伤害。但在没有使用武器的确凿证据的情况下，无法确定这些伤害是如何造成的。”证据表明，这些伊拉克化学品伤亡很可能是“反冲”的结果，而伊拉克提交给联合国的证据，例如两个伊朗的130毫米炮弹，被联合国专家发现其“没有内部耐化学涂层”并且“通常用于装填高爆炸药”；联合国官员伊克巴尔·里扎后来承认，伊拉克的证据“明显是捏造的”。然而，报告的措辞如“伊拉克军队再次对伊朗军队使用化学武器......现在伊拉克军队也因化学战而受到伤害”导致了一种错误的看法，即认为伊朗和伊拉克同样犯有使用化武的战争罪。2003年入侵伊拉克后发现的文件显示，伊拉克军事情报部门未收到任何伊朗军队有大规模化武袭击的报告，尽管1987年3月的一份文件描述了伊朗人实施的五次小规模化学袭击（四次涉及芥子气，一次涉及光气，来源可能是缴获自伊拉克），还有关于伊朗使用催泪瓦斯和白磷弹的报告。

### 2006年哈拉卜贾纪念骚乱
2003年3月，哈拉卜贾烈士纪念馆在这座仍处于废墟中的城镇建成。2006年3月16日，数千名愤怒的居民，其中许多是高中或大学学生，在现场引发了骚乱，以抗议他们指称的库尔德领导人忽视民生并利用悲剧的做法。纪念馆被纵火焚毁，大部分档案被毁；一名抗议学生被警察击毙，数十人受伤。其后被重建为哈拉卜贾纪念馆和和平博物馆。

## 流行文化
- 2008年，Kayhan Kalhor和Brooklyn Rider发行了专辑Silent City[53]以纪念哈拉卜贾大屠杀。正如Kalhor在专辑封底所写的那样：“这件作品是为了纪念伊拉克库尔德斯坦的库尔德城镇哈拉卜贾。它基于变调的A小调音阶，并使用库尔德主题来纪念库尔德人。”2011年，Kayhan Kalhor、马友友和丝绸之路乐团在桑德斯剧院演奏了Silent City。丝绸之路Project在YouTube上发布了演出最后一部分的视频[54]。
- 加拿大电子工业音乐乐队Skinny Puppy在其1988 年专辑VIVIsectVI的歌曲“VX Gas Attack”中评论了哈拉卜贾化武袭击。
- 2002年，关于哈拉卜贾袭击的电影Jiyan上映。这部电影由Jano Rosebiani任编剧和导演[55]。